# Roy Orbison
Pour les articles homonymes, voir Orbison.
Roy Kelton Orbison, né le 23 avril 1936 à Vernon, Texas, et mort le 6 décembre 1988 à Hendersonville, Tennessee, est un auteur-compositeur-interprète américain, un pionnier du rock 'n' roll, surnommé « The Big O ».

## Biographie
Orbie Lee et Nadine Orbison, les parents de Roy, s'installent à Wink, une petite ville de l’Ouest du Texas. Roy y apprend à jouer de la guitare à l’âge de six ans. Au lycée, il forme son premier groupe, Wink Westerners, avec une bande de copains. Fan de Don Gibson, ce groupe country se réoriente vers le rock 'n' roll à l'université et devient The Teen Kings. Au bout de deux ans, Roy quitte l'université pour se consacrer à la musique, et réussit à faire connaître son groupe dans l'ensemble du Texas. Souffrant de troubles de la vision, le chanteur porte très tôt d'épaisses lunettes noires et se teint les cheveux d'un noir profond. En 1956, il signe chez Sun Records et obtient son premier succès avec Ooby Dooby. Malgré cela, le groupe n'obtient pas un succès comparable à celui des autres artistes du label, comme Elvis Presley, Jerry Lee Lewis ou Johnny Cash, et ses membres décident de se séparer. Roy Orbison signe alors pour le label Monument Records (en) à Nashville.
Au cours des années 1960, il compose notamment Only the Lonely (1960), Blue Angel (1960), Running Scared (1961), Blue Bayou (1963), It's Over (1964) et Oh, Pretty Woman (1964). En 1963, les Beatles, tous les quatre fans, jouent en première partie de ses concerts lors d'une tournée en Angleterre.
Sa femme Claudette, pour qui il a composé une chanson offerte à The Everly Brothers en 1958, meurt dans un accident de moto, le 6 juin 1966. Deux ans plus tard, en septembre 1968, alors qu'il est en tournée en Angleterre, sa maison d'Hendersonville au Tennessee est la proie des flammes et deux de ses trois fils meurent dans l'incendie.
Le 25 mai 1969, à Nashville, Roy Orbison se remarie avec Barbara, rencontrée en août 1968. Dans les années 1970, malgré une baisse de popularité et de graves ennuis cardiaques, Roy continue les tournées. Après un triple pontage coronarien en 1978, sa carrière trouve un second souffle grâce à des reprises de ses succès par les artistes de l’époque (Linda Ronstadt et Van Halen entre autres). Elvis Presley le qualifiera de « plus grand chanteur du monde » et les Beatles le considéreront comme l'un des leurs,.
En 1981, il obtient un Grammy Award pour son duo avec Emmylou Harris sur le titre That Lovin' You Feelin' Again. L'utilisation de la chanson In Dreams dans le film Blue Velvet de David Lynch, en 1986, lui vaut un regain de popularité ; il est intronisé au Rock and Roll Hall of Fame l'année suivante. Il signe ensuite un contrat avec la maison de disques Virgin Records et enregistre avec k.d. lang un duo sur Crying pour le film Hiding Out (en) de Bob Giraldi, récompensé par un autre Grammy Award.
Il se joint ensuite à George Harrison, Bob Dylan, Tom Petty et Jeff Lynne pour former le groupe Traveling Wilburys et produire un disque couronné de succès. Roy Orbison enregistre alors un nouvel album solo, Mystery Girl, qu'il produit avec Mike Campbell — du groupe The Heartbreakers de Tom Petty — et Jeff Lynne. Sur cet album figure une chanson écrite par Bono et The Edge du groupe U2, She's a Mystery to Me.

### Mort
Le 19 novembre 1988, il présente You Got It, sa nouvelle chanson, devant une foule en liesse au Diamond Awards Festival d'Anvers en Belgique, ce qui restera son unique interprétation en public de cette chanson, car quelques jours plus tard, le 6 décembre 1988, en visite chez sa mère à Hendersonville, il meurt d'une crise cardiaque, âgé de 52 ans. Sa seconde épouse, Barbara, meurt à l'âge de 60 ans, le 6 décembre 2011.

### Suite et hommages
Mystery Girl, dont il était si fier[réf. nécessaire], paraît à titre posthume le 7 février 1989. L'album, tout comme son premier extrait You Got It, rencontrera un énorme succès mondial.
En 1981, Roy Orbison joue son propre rôle dans un épisode de la série Shérif, fais-moi peur (saison 3, épisode 21 : Course au trésor) et interprète Oh, Pretty Woman dans le bar où travaille Daisy. Cette chanson a aussi été utilisée comme thème du film Pretty Woman, réalisé par Garry Marshall et sorti en 1990. Elle figure également dans La Cité de la peur, une comédie familiale, film réalisé par Alain Berbérian en 1994. Il remporte à titre posthume le Grammy Award du meilleur chanteur pop de 1991. En 1992, Jeff Lynne produit l'album posthume King of Hearts, une compilation de démos inédits et de simples contenant entre autres I Drove All Night, Heartbreak Radio et Crying, un duo avec k.d. lang. En 2008, un petit coléoptère vivant en Inde, de la famille des Gyrinidae, a été baptisé de son nom et de celui de son épouse Barbara : Orectochilus orbisonorum. Le jeu Rock Band, paru en 2009, propose à ses utilisateurs un pack Roy Orbison comportant six chansons : Claudette, In Dreams, Mean Woman Blues, Oh, Pretty Woman, Ooby Dooby et You Got it. En 2010, In Dreams est reprise dans le jeu vidéo Alan Wake. En 1998, sa chanson Claudette, sur laquelle danse l'acteur Vince Vaughn, est utilisée dans le film Pas facile d'être papa (A Cool dry place). Sa chanson Shahdaroba clôt l'épisode final de la saison 3 de la série Mad Men (Qui m'aime me suive) diffusé en 2009. Sa chanson Running Scared a été utilisée dans la bande-annonce du film Legend, de Brian Helgeland, sorti en 2014. Sa chanson Crying est utilisée dans l'épisode 3 de la saison 7 de The Walking Dead (épisode : La Cellule) diffusé en 2016, ainsi que dans l'épisode 6 de la saison 5 (Marion) de Bates Motel, diffusée en 2017.
Sa chanson In Dreams peut être entendue dans le film Blue Velvet de David Lynch (1986) et la télésérie Mercredi (2022) saison 1, épisode 1.
C'est de son prénom qu'est inspiré le nom du personnage Roy Koopa dans la série de jeux vidéo Mario[réf. nécessaire]. Sa chanson There won’t be many coming home, créée (écrite en collaboration avec Willam Dees et interprété par le chanteur) pour le film The Fastest Guitar Alive de Mickey Moore (en) sortie en 1967, a été utilisée pour le générique du film Les Huit Salopards de Quentin Tarantino sortie en 2015. Le western de 1967 se déroule à la fin de la Guerre de Sécession, tandis que le western de 2015 se passe quelques années après cette guerre. La chanson de Roy Orbison est l'une des seules musiques ajoutées dans le film de Quentin Tarantino, le reste est une composition originale du compositeur Ennio Morricone.
L'acteur, Johnathan Rice, l'interprète dans le film réalisé par James Mangold, Walk the Line (2006), où il chante You're my Baby parut en 1961 (écrite par Johnny Cash et chantée par Roy Orbison).
Mama parue en 1964 (écrite et chantée par lui-même), est utilisée pour la scène de la balade à vélo de Jojo et sa maman (Scarlett Johansson) dans le film Jojo Rabbit, réalisé par Taika Waititi (2019).
En 2008, dans le roman de l'écrivain belge Dimitri Verhulst, La Merditude des choses (éditions Denoêl et d'ailleurs), Roy Orbison est cité plusieurs fois comme étant le plus grand chanteur de l'histoire du rock'nroll. Dimitri Verhulst décrit le clip de la chanson Oh, Pretty Woman, filmé au Cocoanut Groove à Los Angeles, en compagnie de Bruce Springsteen, Tom Waits, Elvis Costello et des choristes dirigés par K.d. lang. En 2021, dans l'épisode 6 de saison 6 de la série Lucifer, l'acteur Tom Ellis chante le titre You got it en tenant un micro à la main, étant accompagné de danseurs et de danseuses.[réf. nécessaire]

## Discographie
- Discographie de Roy Orbison (en)
- (en) Catalogue de tous les enregistrements disponibles